# Bityili
Bityili (ou Bityli) est une localité  du Cameroun située dans la Région du Sud et le département de la Mvila. Rattachée à la commune d'Ebolowa IIe, elle est considérée comme « un pôle d’excellence en matière de la production et la commercialisation du cacao au sud Cameroun ». La production et la transformation du manioc font aussi traditionnellement partie des activités locales, particulièrement pour les femmes.

## Population
La localité comprend trois villages : Bityili I, II et III.
Lors du recensement de 2005, le nombre d'habitants était le suivant :
- Bityili I : 259
- Bityili II : 710
- Bityili III : 279